# Drilonereis parasiticus
Drilonereis parasiticus är en ringmaskart som först beskrevs av Maurice Caullery 1914.  Drilonereis parasiticus ingår i släktet Drilonereis och familjen Oenonidae. Inga underarter finns listade i Catalogue of Life.